# Parachauliodes laboissierei
Parachauliodes laboissierei är en insektsart som först beskrevs av Navás 1913.  Parachauliodes laboissierei ingår i släktet Parachauliodes och familjen Corydalidae. Inga underarter finns listade i Catalogue of Life.